# Rujîn, Turiisk
Rujîn (în ucraineană Ружин) este localitatea de reședință a comunei Rujîn din raionul Turiisk, regiunea Volînia, Ucraina.

## Demografie
Componența lingvistică a localității Rujîn
     Ucraineană (98,43%)
     Alte limbi (1,57%)
Conform recensământului din 2001, majoritatea populației localității Rujîn era vorbitoare de ucraineană (98,43%), existând în minoritate și vorbitori de alte limbi.